# 謝科米科 (紐約州)
謝科米科（英語：Shekomeko）是位於美國紐約州達奇斯縣的非建制地區。

## 歷史
謝科米科的郵局於1871年設立，其後於1934年停運。

## 地理
謝科米科所處的海拔為高於海平面195米（即640英呎），而該地所採用的時區為UTC-5，即北美东部时区（EST）。同時該地設有夏令時間，為UTC-5調快一小時，即UTC-4（EDT）。